# Animador de personagem
Em animação, um animador de personagem é um animador especializado em dar vida a um personagem.
Diferente do animador, o animador de personagens tem a tarefa de cuidar dos movimentos de um personagem de maneira mais sutil e isolada e garantir uma maior presença de palco, sendo, portanto, análogo ao exercício de um ator no campo da animação.
Essa abordagem ocorre quando a produção de uma animação precisa criar movimentos mais suaves ou de melhor expressão para deixar um personagem mais complexo e acreditável ao seu público, com a ilusão do pensamento, da emoção e da personalidade. Geralmente, a animação de um animador de personagens é desenhada em 1's (24 quadros por segundo).

## História
Enquanto a animação de personagem teve início em 1914, com o filme Gertie the Dinosaur, de Winsor McCay, somente na década de 1930 que se popularizou a prática, quando os estúdios Disney incorporaram o método para fazer animações de filmes como Pinóquio e Dumbo.
Dentre os animadores de personagens da Disney, destacam-se personalidades como Bill Tytla, Ub Iwerks, Grim Natwick, Fred Moore,  mas também Ward Kimball, Les Clark, Marc Davis, Wolfgang Reitherman, Eric Larson, John Lounsbery, Milt Kahl, Frank Thomas e Ollie Johnston, que se tornaram mestres na técnica e posteriormente seriam conhecidos como os Os Nove Anciões.
Outras figuras notáveis na animação de personagens incluem os diretores da Schlesinger/Warner Bros. (Tex Avery, Chuck Jones, Bob Clampett, Frank Tashlin, Robert McKimson e Friz Freleng), os animadores de desenhos animados Max Fleischer e Walter Lantz, o pioneiro Don Bluth, o animador autônomo Richard Williams, John Lasseter da Pixar, e os animadores de uma geração mais nova, como Andreas Deja, Glen Keane e Eric Goldberg.
Frank e Ollie, como eram carinhosamente conhecidos por seus colegas, ensinavam que os pensamentos e as emoções por trás de cada personagem eram essenciais para a composição de uma cena.
De todos Os Nove Anciões, Frank e Ollie eram particularmente mais famosos pelo seu dom de lecionar animação para principiantes, como transmitido através do livro The Illusion of Life: Disney Animation, que dá base aos 12 princípios básicos da animação e é informalmente conhecida como a "bíblia da animação" entre estudantes de animação. 
Mas a animação de personagens não se limita aos estúdios de Hollywood. Alguns dos melhores exemplos de animação de personagens podem ser encontrados no trabalho de Nick Park, da Aardman Animations, e do animador independente russo Yuri Norstein. 

## Jogos
Embora exemplos de animação de personagens sejam mais comuns em filmes de animação, o papel da animação de personagens na indústria de jogos vêm aumentando recentemente. Desenvolvedores de jogos estão usando personagens mais complexos para tornar a experiência do seu  produto mais imersiva. Prince of Persia, God of War, Team Fortress ou Resident Evil  são alguns dos exemplos de animação de personagens em jogos.